# Sadeltangara
Sadeltangara (Idiopsar dorsalis) är en fågel i familjen tangaror inom ordningen tättingar.

## Utseende
Sadeltangaran är en vacker finkliknande fågel, med unikt rostbrun rygg som tydligt kontrasterar mot den i övrigt gråaktiga fjäderdräkten. Framifrån kan den dock vara mycket lik vitstrupig tangara. Ungfågeln har mattare rödbrun rygg med svaga mörka streck.

## Utbredning och systematik
Fågeln förekommer i Anderna från sydvästra Bolivia till norra Chile och nordvästra Argentina. Den behandlas som monotypisk, det vill säga att den inte delas in i några underarter.

### Släktestillhörighet
Tidigare placerades arten bland sierratangarorna (tidigare sierrafink) i släktet Phrygilus. Genetiska studier visar dock att släktet är kraftigt parafyletiskt. Sadeltangaran och dess nära släkting vitstrupig tangara står istället mycket nära talustangaran (Idiopsar brachyurus) och förs därför allt oftare till Idiopsar, alternativt i det egna släktet Ephippiospingus.

### Familjetillhörighet
Liksom andra finkliknande tangaror placerades denna art tidigare i familjen Emberizidae. Genetiska studier visar dock att den är en del av tangarorna.

## Levnadssätt
Sadeltangaran förekommer mycket lokalt på myrar och klippiga sluttningar högt uppe i Anderna. Den ses vanligen i par eller smågrupper, födosökande tystlåtet på marken. Den beblandar sig inte vanligen med andra fröätande fåglar.

## Status
Arten har ett stort utbredningsområde och beståndet anses stabilt. Internationella naturvårdsunionen IUCN listar den därför som livskraftig (LC).